# Грозненская улица (Самара)
Гро́зненская у́лица — улица в Куйбышевском районе Самары, расположенная недалеко от железнодорожной платформы Соцгород. Начинается от Трубной улицы, пересекается с улицами Бакинской, Фасадной и улицей 40 лет Пионерии. Заканчивается Пугачёвским трактом.

## Объекты
Четная сторона
- 4 — Станция скорой медицинской помощи. Куйбышевская подстанция
- 20 — Гостиница «Заречье»

Нечетная сторона
- 3 — Автотранспортное предприятие № 3
- 25 — Куйбышевский нефтеперерабатывающий завод

## Транспорт
Троллейбус
- № 6 — соединяет исторический центр города (Площадь Революции) с Грозненской улицей

Автобус
- маршруты № 26, 66, 76

Через железнодорожное полотно автомобильный мост (эстакада).